# Vello Helk
Vello Helk (23. september 1923 i Varstu i Võrumaa – 14. marts 2014) var en dansk-estisk historiker, forhenværende overarkivar ved Rigsarkivet og gift med musiklærer Annemarie Helk.  Helk var bosat i Danmark siden 1945.
Han var æresdoktor ved Tartu Universitet. Han har skrevet en lang række bøger og artikler om historiske emner, blandt andet om adelens dannelsesrejser i Europa og danske studenter ved europæiske universiteter i middelalderen. Han blandede sig i debatten om H.C. Andersens herkomst.

## Delvis bibliografi
- Vello Helk (1956). Die Stadtschule in Arensburg auf Ösel in dänischer und schwedischer Zeit 1559-1710. Nordostdeutsches Kulturwerk, Lüneburg.
- Vello Helk (1966). Laurentius Nicolai Norvegus S.J.: en biografi med bidrag til belysning af romerkirkens forsøg på at genvinde Danmark-Norge i tiden fra reformationen til 1622.
- Vello Helk (1977). Die Jesuiten in Dorpat 1583-1625: ein Vorposten der Gegenreformation in Nordosteuropa. Odense Universitetsforlag.
- Vello Helk (1991). Matrikel der Schleswigschen Studenten 1517-1864. Kiel.
- Vello Helk (1994). Estlands Historie. Odense University studies in history and social sciences. Vol. 170. Odense Universitetsforlag.
- Vello Helk (2001). Stambogsskikken i det danske monarki indtil 1800 : med en fortegnelse over danske, norske, islandske og slesvig-holstenske stambøger samt udlændinges stambøger med indførsler fra ophold i det danske monarki. Odense Universitetsforlag.